# Valerian von Pfeil und Klein-Ellguth
Valerian Friedrich Viktor Graf von Pfeil und Klein-Ellguth (* 11. Juni 1819 auf dem Gut Gladishof bei Reichenbach im Eulengebirge, Provinz Schlesien; † 18. August 1892 auf dem Gut Nieder-Dirsdorf) war ein preußischer Offizier und Politiker.

## Leben
Valerian entstammte dem schlesischen Adelsgeschlecht Pfeil. Seine Eltern waren der preußische Rittmeister und Amtshauptmann Friedrich August von Pfeil und Klein-Ellguth (1785–1830) und Antoinette von Magnis (1792–1846).
Er war von 1855 bis 1868 Landrat im Kreis Neurode in der Provinz Schlesien. Von 1868 bis 1873 wirkte er als kommissarischer Polizeidirektor in Göttingen.
Valerian heiratete am 31. Juli 1852 in Nostitz Antonie Gräfin von Breßler (1828–1908). Antonie war die Tochter des Hans Graf von Breßler des Gutsherrn auf Nostitz und Alt Kemnitz. und der Emma von Reichenbach-Goschütz. Das Ehepaar hatte folgende Kinder:
- Joachim (1857–1924), Kolonialrat, Schriftsteller und Afrikaforscher sowie Dr. phil. h. c., Rechtsritter des Johanniterorden
- Markus (* 1859)
- Traugott (1860–1920), Generalmajor und Werkmeister bei der Sächsischen Genossenschaft des Johanniterordens
- Friederike (* 1863)
- Hans (1864–1941), Oberstleutnant,

⚭ 1898 Stephanie Heim (* 1878), geschieden 1906
⚭ 1908 Marie Baronesse von Behr (* 1888), geschieden 1913
- Harald (1866–1943), lebte in Brasilien